# Хуан Ігнасіо Хіларді
Хуан Ігнасіо Хіларді (ісп. Juan Ignacio Gilardi, нар. 14 листопада 1981) — аргентинський хокеїст на траві, олімпійський чемпіон 2016 року.

## Виступи на Олімпіадах
| Олімпіада           | Дисципліна     | Місце |
| ------------------- | -------------- | ----- |
| Ріо-де-Жанейро 2016 | хокей на траві | 1     |

## Зовнішні посилання
- Хуан Ігнасіо Хіларді — олімпійська статистика на сайті Sports-Reference.com (англ.) (архівна версія)